# Municipio de Sherman (condado de Leavenworth)
El municipio de Sherman (en inglés: Sherman Township) es un municipio ubicado en el condado de Leavenworth en el estado estadounidense de Kansas. En el año 2010 tenía una población de 2635 habitantes y una densidad poblacional de 23,8 personas por km².

## Geografía
El municipio de Sherman se encuentra ubicado en las coordenadas 39°0′52″N 94°59′13″O / 39.01444, -94.98694. Según la Oficina del Censo de los Estados Unidos, el municipio tiene una superficie total de 110.72 km², de la cual 106,85 km² corresponden a tierra firme y (3,49 %) 3,87 km² es agua.

## Demografía
Según el censo de 2010, había 2635 personas residiendo en el municipio de Sherman. La densidad de población era de 23,8 hab./km². De los 2635 habitantes, el municipio de Sherman estaba compuesto por el 94,38 % blancos, el 0,83 % eran afroamericanos, el 0,57 % eran amerindios, el 0,42 % eran asiáticos, el 1,86 % eran de otras razas y el 1,94 % eran de una mezcla de razas. Del total de la población el 4,86 % eran hispanos o latinos de cualquier raza.